# Grøft
En grøft er et menneskeskabt vandløb, der fungerer som dræn i et område. Ordet findes blandt andet i nederlandsk gracht og plattysk graft, hvor det er beslægtet med at grave. Det vil sige noget der er udgravet. I Nordtyskland findes også begrebet fleet.
De fleste åbne grøfter ses langs veje på landet, hvor de leder regnvandet væk. Andre grøfter lægges mellem marker eller grundarealer i våde områder for at gøre jorden brugbar for landbrug eller byggeri.
Hvis der er mindre våde områder på marker kan man lægge en lukket grøft, ofte blot kaldet et dræn, under marken, således at man stadigvæk kan dyrke arealet uden at spilde kvadratmeter til grøften. De mest simple drængrøfter er lavet ved at man har gravet en rende, fyldt sten i bunden og lagt jord over igen. Dette kaldes ofte en stengrøft. Senere er man begyndt at lægge keramikrør ned, og i dag bruges ofte drænrør af plastic.
Ved mange vejgrøfter har man lavet overkørsler ved at sætte et betonelement på hver side med et hul i bunden, lagt rør imellem og fyldt sten ovenpå. Disse kaldes stenkister.